# Seznam kazahstanskih smučarskih tekačev
Seznam kazahstanskih tekačev na smučeh.

## A
- Jerdos Ahmadijev

## B
- Nail Bašmakov
- Irina Bikova
- Jevgenij Bondarenko

## Č
- Nikolaj Čebotko
- Sergej Čerepanov

## D
- Aset Djusenov

## J
- Oksana Jackaja

## K
- Olžas Klimin
- Jelena Kolomina
- Jevgenij Kolševoj
- Vladislav Kovaljov

## L
- Viktorija Lančakova

## M
- Olga Mandrika
- Svetlana Malahova-Šiškina
- Marina Matrosova

## O
- Tatjana Osipova

## P
- Aleksej Poltoranin
- Vitalij Puhkalo

## R
- Daulet Rahimbajev

## S
- Nikita Smagin
- Vladimir Smirnov (Vladimir Mihajlovič Smirnov)

## Š
- Ksenija Šaligina
- Ana Ševčenko
- Angelina Šuriga

## T
- Valerija Tjuleneva
- Nikita Tkačenko

## V
- Jevgenij Veličko
- Denis Volotka